# Eleições gerais na Nicarágua em 2021
Eleições gerais foram realizadas na Nicarágua em 7 de novembro de 2021 para eleger o presidente, a Assembleia Nacional e os membros do Parlamento Centro-Americano.
O presidente Daniel Ortega, da Frente Sandinista de Libertação Nacional (FSLN), buscou a reeleição, enquanto cinco candidatos da oposição apareceram na cédula, mas vários indivíduos impedidos de concorrer. No início de junho, a polícia prendeu cinco potenciais candidatos da oposição, prendendo-os pelo que os críticos consideraram acusações de motivação política. Em julho, os candidatos Medardo Mairena e Noel Vidaurre foram presos, enquanto Luis Fley e María Asunción Moreno foram para o exílio devido a ameaças de prisão.
As eleições foram chamadas de ''eleição de fachada'' pela União Europeia, Estados Unidos, várias nações latino-americanas, observadores eleitorais independentes e grupos de direitos humanos devido à intimidação, detenção e desqualificação de jornalistas e políticos da oposição, uma vez que essas ações foram tomadas para garantir vitória de Ortega e seus aliados.
O Presidente da Nicarágua é eleito usando o sistema de votação de turno único.
A Assembleia Nacional é composta por 90 membros eleitos por dois métodos; 20 membros são eleitos a partir de um único eleitorado nacional, enquanto 70 membros são eleitos a partir de 17 constituintes multi-membros.

## Controvérsias
Em maio, o Conselho Supremo Eleitoral da Nicarágua revogou a situação jurídica do partido de oposição Partido da Restauração Democrática (PRD).
Na mesma semana, o governo abriu uma investigação sobre o trabalho de Cristiana Chamorro na Fundação Violeta Barrios de Chamorro, alegando lavagem de dinheiro, que ameaçava desqualificar sua candidatura porque as pessoas sob investigação estavam impedidas de concorrer. Chamorro posteriormente anunciou que se juntaria às primárias, ao lado de outros sete candidatos, para o partido Citizens for Freedom (CxL), o único partido da oposição restante legalmente qualificado para apresentar um candidato na eleição de novembro de 2021. O governo Ortega então anunciou que ela foi desqualificada para concorrer; o Secretário-Geral da Organização dos Estados Americanos, Luis Almagro, emitiu nota dizendo: “Ações como essa retiram toda credibilidade política do governo e dos organizadores do processo eleitoral”.
Em 5 de junho, o governo prendeu Arturo Cruz Ele está sendo detido por alegações de que “atacou a sociedade nicaraguense e os direitos do povo” em violação da Lei 1055, promulgada em dezembro de 2020, chamada de“ Lei da Guilhotina ”pelos críticos.
Em 15 de junho, o Conselho Permanente da Organização dos Estados Americanos divulgou uma declaração afirmando que “condena inequivocamente a prisão", a grande maioria dos estados membros (26) endossou a declaração; no entanto, México e Argentina, atores regionais importantes, não assinaram a resolução.
Em 19 de outubro de 2021, o Ministro das Relações Exteriores, Denis Moncada, afirmou que o governo não convidaria a missão de observação eleitoral da Organização dos Estados Americanos (OEA), acusando-a de participar da crise política boliviana de 2019 ,dias antes, a OEA havia nomeado o ex-presidente da Costa Rica, Luis Guillermo Solís, como chefe da missão de Observação Eleitoral. Um grupo de comunistas sul-americanos e espanhóis, partidários de Ortega e Murillo, foram convidados como "acompanhantes eleitorais", nomeados pelo Conselho Supremo Eleitoral em 28 de setembro.
Em 3 de novembro de 2021, o jornal nicaraguense Confidencial anunciou que o presidente Ortega proibiu a entrada de imprensa estrangeira no país para cobrir as eleições, já que nos dias anteriores a entrada de vários jornalistas foi impedida pelas autoridades de imigração.
No dia das eleições, houve várias marchas de protesto e manifestações contra as eleições de nicaraguenses que viviam no exterior Na Costa Rica, milhares de cidadãos nicaraguenses marcharam pelas principais ruas da capital San José, por considerá-las um "circo e uma fraude eleitoral". A marcha começou na estátua de León Cortés localizada no centro da cidade e terminou na Plaza de la Democracia. Outro grupo de manifestantes dirigiu-se à embaixada da Nicarágua. Nos Estados Unidos, protestos ocorreram em Washington, DC, gritando slogans como "Democracia SIM, Ditadura NÃO" e carregando faixas como "Viva Nicarágua Libre". Os manifestantes foram protestar em frente à embaixada da Nicarágua e depois se dirigiram à sede da OEA para pedir a organização internacional que não reconhecesse os resultados eleitorais.

## Reações

### Internacional
- Argentina: O Ministério das Relações Exteriores da Argentina divulgou um comunicado expressando preocupação com a prisão de líderes da oposição e a prisão de manifestantes, mas também respeitando o resultado da eleição.[27]
- Bolivia: O Ministério das Relações Exteriores da Bolívia emitiu o comunicado "Saudações ao irmão povo nicaraguense pela participação e vocação democrática no processo eleitoral de 7 de novembro de 2021". Também expressou sua “convicção de que com a participação majoritária e respeito ao voto popular se fortalece a democracia, como pleno exercício da soberania do povo”.[28]
- Colombia: O presidente da Colômbia, Iván Duque, declarou que o Governo colombiano não reconhecerá as eleições na Nicarágua e solicitou que a Assembleia Geral da Organização dos Estados Americanos estabeleça uma posição comum sobre o assunto.[29]
- Costa Rica: No mesmo dia das eleições, o presidente costa-riquenho Carlos Alvarado publicou um tweet no qual não reconhecia o resultado das eleições na Nicarágua por "sua falta de condições e garantias democráticas" e exortou a comunidade internacional a " promover o processo democrático "naquele país.[30]
- União Europeia: O Alto Representante da União para os Negócios Estrangeiros e a Política de Segurança, Josep Borrell, numa declaração escrita, afirmou que a UE considera que a reeleição de Ortega carece de "legitimidade" porque as eleições se realizaram "sem garantias democráticas". Ao mesmo tempo, exortou o presidente da Nicarágua a libertar imediatamente todos os presos políticos e a "devolver a soberania da Nicarágua ao povo da Nicarágua".[31]
- Peru: O governo do Peru divulgou um comunicado afirmando que a eleição "não atende aos critérios mínimos para eleições livres, justas e transparentes estabelecidos pela Carta Democrática " e pediu à comunidade internacional que rejeite os resultados[32]
- Russia: O Ministro das Relações Exteriores da Rússia, Sergey Lavrov, descreveu os apelos dos países ocidentais para não reconhecer os resultados das eleições como "inaceitáveis", pois considera que a votação foi feita "de acordo com a lei".[33]
- Spain: O governo espanhol afirmou que "se recusa a dar credibilidade e legitimidade aos resultados que possam decorrer deste processo", acrescentando que são uma "zombaria" e exigiu que "todos os presos políticos e manifestantes detidos arbitrariamente sejam libertados imediata e incondicionalmente e que seus processos judiciais sejam anulados [...] e que cumpra os compromissos internacionais contraídos no campo dos Direitos Humanos ".[34]
- Taiwan: O Ministério das Relações Exteriores de Taiwan disse que promoverá a cooperação com o novo governo da Nicarágua.[35]
- United States: A Casa Branca publicou uma declaração na qual o presidente Joe Biden acusava as eleições de serem uma "pantomima" e de que "[não foram] livres nem justas e, certamente, não democráticas". Ele também pediu que "o regime tome medidas imediatas para restaurar a democracia na Nicarágua e para libertar imediata e incondicionalmente os presos injustamente".[36]
- Venezuela:
  - Nicolás Maduro, em comunicado transmitido pela televisão, felicitou o seu homólogo Daniel Ortega pelas "boas notícias" e pelo "bom nível de participação e [...] por este dia de paz, de participação".[37]
  - Juan Guaidó [a] descreveu as eleições como uma "fraude".[38]

### Outros
- Human Rights Watch : José Miguel Vivanco, Diretor Executivo da Divisão das Américas do HRW, no dia da eleição, classificou as votações como uma "farsa".[39]
- Quatro ex-presidentes latino-americanos, o brasileiro Fernando Henrique Cardoso, a costa-riquenha Laura Chinchilla, o chileno Ricardo Lagos e o colombiano Juan Manuel Santos, ao lado do secretário-geral do Instituto Internacional para a Democracia e Assistência Eleitoral, assinaram uma carta afirmando que o dia das eleições foi "marcado por a violação dos direitos dos cidadãos de eleger livre e democraticamente suas autoridades ", apelou à suspensão da Nicarágua da OEA por meio da aplicação da Carta Democrática Interamericana para" aprofundar o isolamento do regime "e pediu aos chanceleres latino-americanos que “colocar a situação na Nicarágua como tema prioritário da próxima Assembleia Geral da OEA”.[40]